# Communauté d'agglomération Pays Foix-Varilhes
La communauté d'agglomération Pays Foix-Varilhes est une communauté d'agglomération française située dans le département de l'Ariège, en région Occitanie.

## Historique
Cette communauté d'agglomération résulte de la fusion, le 1er janvier 2017, de la communauté de communes du canton de Varilhes et la communauté de communes du Pays de Foix. Son siège est fixé à Foix.
En 2017, Freychenet rejoint la communauté de communes du Pays d'Olmes.

## Territoire communautaire

### Géographie
Elle est située en Ariège (région Occitanie). Son siège est à Foix.

### Composition
La communauté d'agglomération est composée des 42 communes suivantes :

| Nom                     | Code Insee | Gentilé            | Superficie (km2) | Population (dernière pop. légale) | Densité (hab./km2) |
| ----------------------- | ---------- | ------------------ | ---------------- | --------------------------------- | ------------------ |
| Foix (siège)            | 09122      | Fuxéens            | 19,32            | 9 731 (2022)                      | 504                |
| Arabaux                 | 09013      | Arabausois         | 4,59             | 80 (2022)                         | 17                 |
| Artix                   | 09021      | Artisiens          | 7,35             | 113 (2022)                        | 15                 |
| Baulou                  | 09044      | Baulouais          | 14,62            | 165 (2022)                        | 11                 |
| Bénac                   | 09049      | Bénacais           | 2,8              | 174 (2022)                        | 62                 |
| Le Bosc                 | 09063      | Boscois            | 25,57            | 114 (2022)                        | 4,5                |
| Brassac                 | 09066      | Brassacais         | 24,33            | 621 (2022)                        | 26                 |
| Burret                  | 09068      | Burretois          | 4,96             | 44 (2022)                         | 8,9                |
| Calzan                  | 09072      | Calzanéens         | 3,99             | 45 (2022)                         | 11                 |
| Cazaux                  | 09090      | Cazausois          | 7,37             | 45 (2022)                         | 6,1                |
| Celles                  | 09093      | Cellois            | 10,27            | 143 (2022)                        | 14                 |
| Cos                     | 09099      | Cosois             | 6,4              | 358 (2022)                        | 56                 |
| Coussa                  | 09101      | Coussanois         | 7,71             | 278 (2022)                        | 36                 |
| Crampagna               | 09103      | Crampagnais        | 10,02            | 952 (2022)                        | 95                 |
| Dalou                   | 09104      | Dalousiens         | 7,66             | 784 (2022)                        | 102                |
| Ferrières-sur-Ariège    | 09121      | Ferriérois         | 3,46             | 775 (2022)                        | 224                |
| Ganac                   | 09130      | Ganacois           | 20,19            | 746 (2022)                        | 37                 |
| Gudas                   | 09137      | Gudassois          | 10,73            | 197 (2022)                        | 18                 |
| L'Herm                  | 09138      | L'Hermois          | 14,67            | 189 (2022)                        | 13                 |
| Loubens                 | 09173      | Loubatons          | 11,73            | 277 (2022)                        | 24                 |
| Loubières               | 09174      | Loubiérois         | 2,9              | 359 (2022)                        | 124                |
| Malléon                 | 09179      | Malléonois         | 6,78             | 79 (2022)                         | 12                 |
| Montégut-Plantaurel     | 09202      | Montagutains       | 18,95            | 319 (2022)                        | 17                 |
| Montgailhard            | 09207      | Montgaillardéens   | 7,93             | 1 456 (2022)                      | 184                |
| Montoulieu              | 09210      | Montouliais        | 14,12            | 416 (2022)                        | 29                 |
| Pradières               | 09234      | Pradiérois         | 6,79             | 124 (2022)                        | 18                 |
| Prayols                 | 09236      | Prayolais          | 7,76             | 366 (2022)                        | 47                 |
| Rieux-de-Pelleport      | 09245      | Ruxéens            | 8,16             | 1 261 (2022)                      | 155                |
| Saint-Bauzeil           | 09256      | Saint-Bauzeillois  | 4,47             | 57 (2022)                         | 13                 |
| Saint-Félix-de-Rieutord | 09258      | Saint-Félixéens    | 6,77             | 469 (2022)                        | 69                 |
| Saint-Jean-de-Verges    | 09264      | Saint-Jeantains    | 12,73            | 1 288 (2022)                      | 101                |
| Saint-Martin-de-Caralp  | 09269      | Saint-Martinalpois | 9,16             | 375 (2022)                        | 41                 |
| Saint-Paul-de-Jarrat    | 09272      | Saint-Paulans      | 22,51            | 1 354 (2022)                      | 60                 |
| Saint-Pierre-de-Rivière | 09273      | Saint-Pierrois     | 2,35             | 676 (2022)                        | 288                |
| Ségura                  | 09284      | Séguriens          | 8,77             | 194 (2022)                        | 22                 |
| Serres-sur-Arget        | 09293      | Serrésiens         | 17,73            | 772 (2022)                        | 44                 |
| Soula                   | 09300      | Soulanois          | 11,16            | 171 (2022)                        | 15                 |
| Varilhes                | 09324      | Varilhois          | 11,76            | 3 491 (2022)                      | 297                |
| Ventenac                | 09327      | Ventenacois        | 19,62            | 235 (2022)                        | 12                 |
| Vernajoul               | 09329      | Vernajouliens      | 9,08             | 710 (2022)                        | 78                 |
| Verniolle               | 09332      | Verniollais        | 11,26            | 2 381 (2022)                      | 211                |
| Vira                    | 09340      | Virains            | 5,28             | 158 (2022)                        | 30                 |

### Démographie
| 1968   | 1975   | 1982   | 1990   | 1999   | 2006   | 2011   | 2016   | 2022   |
| ------ | ------ | ------ | ------ | ------ | ------ | ------ | ------ | ------ |
| 21 693 | 22 167 | 23 428 | 26 214 | 27 307 | 29 670 | 31 272 | 31 813 | 32 542 |

## Administration

### Siège
Le siège de la communauté d'agglomération est situé au 1A, Avenue du Général de Gaulle, 09000 Foix.

### Les élus
Le conseil communautaire de la communauté d'agglomération Pays Foix-Varilhes se compose de 70 membres représentant chacune des communes membres et élus pour une durée de six ans.
Ils sont répartis comme suit :
| Nombre de conseillers | Communes                                                                     |
| --------------------- | ---------------------------------------------------------------------------- |
| 17                    | Foix                                                                         |
| 6                     | Varilhes                                                                     |
| 4                     | Verniolle                                                                    |
| 2                     | Montgailhard, Saint-Paul-de-Jarrat, Rieux-de-Pelleport, Saint-Jean-de-Verges |
| 1 (+ 1 suppléant)     | les autres communes                                                          |

### Présidence
| Période                                  | Période      | Identité         | Étiquette | Qualité                      |
| ---------------------------------------- | ------------ | ---------------- | --------- | ---------------------------- |
| 11 janvier 2017                          | juillet 2020 | Roger Sicre      | PS        | Maire de Loubens             |
| juillet 2020                             | En cours     | Thomas Fromentin | PS        | Conseiller municipal de Foix |
| Les données manquantes sont à compléter. |              |                  |           |                              |

### Compétences[6]

#### Compétences obligatoires:
1. Développement économique
- actions de développement économique dans les conditions prévues à l'article L. 4251-17 du code général des collectivités territoriales ;
- création, aménagement, entretien et gestion de zones d'activité industrielle, commerciale, tertiaire, artisanale, touristique, portuaire ou aéroportuaire ;
- politique locale du commerce et soutien aux activités commerciales d'intérêt communautaire ;
  - mise en œuvre et financement d’actions collectives et de dispositifs de soutien au commerce et à l’artisanat (par exemple le Fisac) ;
  - mise en œuvre d’actions de soutien, d’animation, de promotion au sein des zones commerciales relevant de la compétence de la communauté d’agglomération ;
- promotion du tourisme, dont la création d'offices de tourisme.

2. Aménagement de l’espace communautaire
- schéma de cohérence territoriale et schéma de secteur ;
- définition, création et réalisation d’opérations d'aménagement d'intérêt communautaire au sens de l’article L. 300-1 du code de l’urbanisme ;
  - les opérations d’aménagement à vocation industrielle, commerciale, tertiaire, artisanale, touristique, portuaire ou aéroportuaire dont la superficie est supérieure à 3 hectares ;
- organisation de la mobilité au sens du titre III du livre II de la première partie du code des transports, sous réserve de l'article L. 3421-2 du même code.

3. Équilibre social de l’habitat
- programme local de l’habitat :
  - l’élaboration, la mise en œuvre de ses actions, le suivi et la révision du document pour l’ensemble des communes membres ;
- politique du logement d’intérêt communautaire :
  - la mise en place, le pilotage de la politique intercommunale des attributions de logements au travers de la mise en place, l’organisation et le suivi d’une conférence intercommunale du logement (CIL) et d’un plan partenarial de gestion de la demande et d’information des demandeurs (PPGID) ;
- actions et aides financières en faveur du logement social d’intérêt communautaire
  - l’attribution des aides aux organismes HLM pour la production de logements locatifs sociaux, de logements en accession à la propriété, sous réserve des actions et prescriptions du PLH, en cohérence avec la programmation définie annuellement, dans la limite de l’enveloppe budgétaire votée, et suivant des modalités qui seront précisées dans un règlement d’attribution des aides à la pierre qui sera soumis à l’approbation du conseil communautaire ;
  - l’attribution des aides apportées aux communes pour la réhabilitation, la construction et la rénovation/amélioration énergétique des logements communaux conventionnés sociaux ;
- réserves foncières pour la mise en œuvre de la politique communautaire d'équilibre social de l'habitat ;
- action, par des opérations d’intérêt communautaire, en faveur du logement des personnes défavorisées :
  - la participation au fonds unique habitat (FUH) ;
  - l’animation de la commission d’attribution des logements conventionnés très sociaux ;
  - la coordination et l’animation de la plateforme de lutte contre l’habitat indigne et/ou dégradé ;
- amélioration du parc immobilier bâti d’intérêt communautaire :
  - les études pré-opérationnelles, la mise en œuvre de programmes d’amélioration du parc privé de type opération programmée d’amélioration de l’habitat (OPAH) ou programme d’intérêt général (PIG) ;
  - l’attribution d’aides à l’amélioration et à l’adaptation des logements du parc privé existant, dans le cadre de programmes de type PIG, OPAH, à l’exception des aides à la rénovation des façades.

4. Politique de la ville
- élaboration du diagnostic du territoire et définition des orientations du contrat de ville ;
- animation et coordination des dispositifs contractuels de développement urbain, de développement local et d'insertion économique et sociale ainsi que des dispositifs locaux de prévention de la délinquance ;
- programmes d'actions définis dans le contrat de ville.

5. Gestion des milieux aquatiques et prévention des inondationsDans les conditions prévues à l’article L. 211-7 du Code de l’environnement :
- aménagement d’un bassin ou d’une fraction de bassin hydrographique ;
- entretien et aménagement d’un cours d’eau, canal, lac ou plan d’eau, y compris les accès à ce cours d’eau, à ce canal, à ce lac ou à ce plan d’eau ;
- défense contre les inondations et contre la mer ;
- protection de restauration des sites, des écosystèmes aquatiques et des zones humides ainsi que des formations boisées riveraines.

6. Accueil des gens du voyage
- création, aménagement, entretien et gestion des aires d'accueil et des terrains familiaux locatifs définis aux 1° à 3° du II de l'article 1er de la loi n° 2000-614 du 5 juillet 2000 relative à l'accueil et à l'habitat des gens du voyage.

7. Collecte et traitement des déchets des ménages et déchets assimilés
8. Élaboration d’un plan climat air énergie territorial (PCAET) en application de l’article L.229-26 du code de l’environnement
9. Assainissement des eaux usées, dans les conditions prévues à l’article L.2224-8 du code général des collectivités territoriales
10. Eau
11. Gestion des eaux pluviales urbaines au sens de l’article L.2226-1 du code général des collectivités territoriales

#### Compétences optionnelles:
12. Création ou aménagement et entretien de voirie d'intérêt communautaire ; création ou aménagement et gestion de parcs de stationnement d'intérêt communautaire
- les voies communales permettant d’assurer l’accès aux zones économiques relevant de la compétence de la communauté d’agglomération ;
- les parcs de stationnement dont la superficie est supérieure à 2 hectares, ainsi que les parcs de stationnement situés dans le périmètre des zones économiques relevant de la communauté d’agglomération, et ce quelle que soit leur superficie

13. Construction, aménagement, entretien et gestion d'équipements culturels et sportifs d'intérêt communautaire
- dans le domaine du sport :
  - le centre aquatique (Foix) ;
  - les salles omnisports (Ferrières et Vernajoul) ;
- dans le domaine de la culture :
  - les bibliothèques et médiathèques dans le cadre du réseau de lecture publique ;
  - les écoles de musique ;
  - le Centre d’histoire de la résistance et de la déportation.

14. Action sociale d'intérêt communautaire
- définition et la mise en œuvre d’une politique globale de la petite enfance et de l’enfance, à travers notamment :
  - la coordination des acteurs de la petite enfance, de l'enfance, ainsi que des acteurs intervenant dans les domaines socio éducatifs ;
  - l’animation d’une politique globale de développement des conditions d’accueil de la petite enfance et de l’enfance ;
  - la coordination et la signature du projet éducatif local en partenariat avec les communes du territoire (PEDT…) ;
  - l’animation des partenariats avec les différents acteurs locaux publics ou privés du territoire œuvrant dans les domaines éducatif et social ;
  - l’étude, la création, la mise en place, la gestion, l’entretien, le financement de services et structures en direction de l'accueil collectif de la petite enfance (0-6 ans) : multi-accueils, crèche familiale, relais d'assistants maternels ;
  - l’étude, la création, la mise en place, la gestion, l’entretien, le financement de services et structures en direction de l'accueil de l'enfance (dès la scolarisation, jusqu’à 11 ans ou jusqu’au terme de la scolarisation en primaire) : accueil de loisirs extrascolaire agréé durant les périodes de vacances scolaires, accueil périscolaire le mercredi après-midi pour les communes ayant adopté un rythme hebdomadaire de 4,5 jours avec classe le mercredi matin et pour les communes ayant adopté un rythme hebdomadaire de 4 jours sans classe le mercredi matin, mise en œuvre de transports d’enfants aux accueils périscolaires du mercredi après-midi ;
  - l’étude, la création, la mise en place, la gestion, l’entretien, le financement de services et structures en faveur de la parentalité et du renforcement de la fonction parentale (éveil, accompagnement, médiation, prévention, santé, alimentation, citoyenneté) : les lieux d'accueil enfants-parents (LAEP) ;
  - l’étude, la création, la mise en place, la gestion, l’entretien, le financement de services et structures permettant l’accès à une offre culturelle diversifiée pour tout public, où le jeu est vecteur de lien social (éveil, accompagnement, médiation, prévention, citoyenneté, socialisation…) : les ludothèques ;
  - le soutien à des associations œuvrant en ces domaines ;
  - des actions en matière d’animation du territoire (festival du jeu, festival des enfants, carnaval…) ;
  - la mise en place, le soutien au développement d'outils d'information à destination des habitants, des élus, des acteurs locaux favorisant l'accès au droit en matière sociale, de petite enfance et d'enfance ;
  - l’organisation du transport des enfants dans le cadre des activités mises en œuvre au titre de la politique globale de l’enfance, notamment l’acheminement vers les équipements culturels et sportifs communautaires (piscine, bibliothèques…) ;
  - la prise en charge des droits d’entrée pour les classes de primaire du territoire de la communauté d’agglomération pour un accès aux piscines extérieures au territoire dans le cadre programme annuel validé par la communauté d’agglomération en lien avec l’inspection de l’Education nationale.
- définition et la mise en œuvre d’une politique globale de la jeunesse à destination des jeunes âgés de 12 à 25 ans, à travers notamment :
  - l’organisation et la conduite d’actions en direction de la jeunesse dans le cadre des politiques contractuelles ;
  - l’organisation et la conduite d’actions en matière d’accueil, d’animation, d’accompagnement des projets de jeunes ;
  - l’organisation de l’information et notamment la mise en œuvre des points information jeunesse (PIJ) et de relais information jeunesse (RIJ) ;
  - l’organisation et la conduite d‘actions d’orientation et d’accompagnement à l’insertion professionnelle et sociale notamment par le soutien et le partenariat avec la mission locale ;
  - l’organisation et la conduite d’actions de médiation ;
  - l’organisation et la conduite d’actions de prévention et mise en œuvre des partenariats avec les différents dispositifs existants, notamment la Maison des adolescents et l’AIPD dans le but de prévenir les conduites addictives et favoriser l’accès aux soins ou à l’accompagnement ;
  - l’organisation de l’animation des partenariats avec les différents acteurs locaux publics ou privés du territoire œuvrant dans le domaine de la jeunesse ;
  - le soutien à des associations œuvrant en direction de la jeunesse ;
  - l’étude, la création, la mise en place, la gestion, l’entretien, le financement de services et structures en direction de l'accueil de la jeunesse ;
  - l’organisation du transport des jeunes dans le cadre des activités mises en œuvre au titre de la politique globale de la jeunesse, notamment l’acheminement vers les équipements culturels et sportifs communautaires (piscine, bibliothèques…).
- définition et la mise en œuvre d’une politique globale en direction des personnes âgées, à travers notamment :
  - l’élaboration et la mise en place d’un programme dans le cadre du vieillissement de la personne, la mise en place d’une stratégie d’actions et la coordination des acteurs intervenant dans ce domaine ;
  - l’animation d’une politique globale de développement des conditions d’accueils des personnes âgées ;
  - l’animation des partenariats avec les différents acteurs locaux publics ou privés du territoire œuvrant en direction des personnes âgées ;
  - l’étude, la création, la mise en place, la gestion, l’entretien, le financement d’équipements collectifs à caractère social, notamment pour ce qui concerne les structures et les services à destination des personnes âgées ;
  - l’étude, la création, la mise en place, la gestion, l’entretien, le financement du centre local d’information et de coordination (CLIC) ;
  - le soutien à des associations œuvrant en direction des personnes âgées.

#### Compétences supplémentaires:
15. Gestion des centres de secours et d’incendie : participation au service départemental d’incendie et de secours.
16. Développement culturel : mise en œuvre d’actions et soutien à des organismes mettant en œuvre des actions à rayonnement intercommunal.
17. Développement sportif : mise en œuvre d’actions et soutien à des organismes mettant en œuvre des actions à rayonnement intercommunal.
18. Protection et mise en valeur de l’environnement
- mise en œuvre d’actions et soutien à des organismes mettant en œuvre des actions de protection et de mise en valeur de l’environnement à rayonnement intercommunal ;
- aménagement et entretien des sentiers de randonnée à rayonnement intercommunal ;
- gestion forestière dans le cadre de l’adhésion au syndicat de l’Artillac.

### Régime fiscal et budget
Le régime fiscal de la communauté d'agglomération est la fiscalité professionnelle unique (FPU).

## Projets et réalisations
> Projet de territoire 2026